# Orkdal
Orkdal est une ancienne commune norvégienne située dans le comté de Trøndelag. Elle avait pour centre administratif la localité d'Orkanger. Elle a disparu le 1er janvier 2020 pour être intégrée dans la commune d'Orkland.
Son territoire de 594,32 km2 correspondait au centre de l'actuelle commune d'Orkland et sa population s'élevait à 11 779 habitants en 2016.

## Personnalités
- Guri Melby, née à Orkdal le 3 février 1981, femme politique centriste.
- Nils Arne Eggen (1941-2022), footballeur et entraîneur norvégien.